# Beugnâtre
Beugnâtre é uma comuna francesa na região administrativa de Altos da França, no departamento de Pas-de-Calais. Estende-se por uma área de 3,97 km². Em 2010 a comuna tinha 175 habitantes (densidade: 44,1 hab./km²).